# Lago de Emosson
O Lago de Émosson - Émosson em francês - é um lago artificial que dá origem a um reservatório localizado no cantão de Valais, na Suíça. Este lago estende-se pelos municípios de Salvan e Finhaut, sendo que a cidade maior e mais próxima é Martigny.
Este lago tem uma área de 3,27 km ², uma altitude de 1.930 m. A profundidade máxima é de 161 m.

## Barragens
A finalidade deste lago é fornecer água para a produção de eletricidade à barragem de Barberine, de 1920, a barragem do Velho Émosson, de 1950, e à barragem de Émosson, construída em 1970.